# Ludvik
Ludvik je moško osebno ime, ki izhaja iz (staro)germanskega imena Lodowicus.

## Slovenske različice
- moške oblike imena: Ludovik, Ludvig, Luj (Lujo, Lujon), poslovenjeno tudi Ljudevit
- ženske oblike Imena: Ludvika, Ludovika

## Tujejezikovne različice
- pri Angležih: Ludvig, Louis (Lou), tudi Lewis
- pri Čehih: Ludvík, Ludek, Ludova, Luděk (pri Slovakih tudi Ľudovít)
- pri Francozih: Ludovic, Louis (m) in Luiset (ž), Luisot (ž)
- pri Hrvatih: Lujo, Ljudevit (Ludvig)
- pri Italijanih: Ludovico, Lodovico, skrajšano Luigi
- pri Madžarih: Ludvig, Lajos, Lajsci, skrajšano Laji, poslovenjeno Lajči
- pri Nemcih: Ludwig, Lutz
- pri Nizozemcih: Lodewijk
- pri Špancih: Luis
- pri Portugalcih: Luís
- pri Švedih: Ludvig

## Izvor in pomen imena
Ime Ludvik izvira iz nemškega imena Ludwig, to pa iz starejšega Hlutwig in različice Lud(o)wig. Hlutwig »slaven bojevnik« je zloženka iz starovisokonemških besed hlűt v pomenu »slaven, znan« in wïg v pomenu »boj«. Po nekaterih razlagah ima ime Ludvik enak izvor kakor Alojz (v italijanščini je Luigi skrajšana varianta obeh imen)

## Pogostost imena
Po podatkih Statističnega urada Republike Slovenije je bilo na dan 31. decembra 2007 v Sloveniji število moških oseb z imenom Ludvik: 2.475. Med vsemi moškimi imeni pa je ime Ludvik po pogostosti uporabe uvrščeno na 91. mesto.

## Osebni praznik
V našem koledarju z izborom svetniških imen, udomačenih med Slovenci in njihovimi godovnimi dnevi po novem bogoslužnem koledarju je ime Ludvik zapisano 3 krat. Pregled godovnih dni v katerih poleg Ludvika godujejo še Ludovik, Ljudovit, Lujo in osebe katerih imena nastopajo kot različice navedenih imen.
- 28. april, Ludvik Grignon Montfortski, redovni ustanovitelj († 28. apr. 1716)
- 19. avgust, Ludvik, toulouški škof (19. avg. 1291)
- 25. avgust, Ludvik IX. Francoski, francoski kralj († 25. avg. 1270)

## Priimki nastali iz imena
Iz imena Ludvik so nastali priimki Ludvik (priimek), Ludovik, Ludviger, Luiš, Lutz in drugi.

## Znani nosilci imena
- Ludvik Azula
- Ludvik Bagari
- Lud(o)vik Bajde
- Ludvik Bandec
- Ludvik Bartelj
- Ludvik Berc
- Andrej Ludvik Bizjak
- Ludvik Bogataj
- Ludvik Böhm
- Ludvik Boštjančič
- Ludvik Broder
- Ludvik Bunderla
- Ludvik Burger
- Ludvik Cencelj
- Ludvik Čanžek
- Ludvik Čarni
- Ludvik Čebular
- Ludvik Čepon
- Ludvik Černe
- Lud(o)vik Černej
- Ludvik Čibej
- Ludvik Dimitz
- Ludvik Dornig
- Ludvik Dostal
- Ludvik Dremelj
- Ludvik Drobnič Vasja
- Ludvik Druml
- Ludvik Erjavec
- Ludvik Faflek
- Ludvik Filipec
- Ludvik Filipič, pravnik
- Ludvik Filo
- Ludvik Flisar
- Ludvik Gabrijelčič
- Ludvik Gabrovšek, matematik, fizik, šahist...
- Ludvik (Bernard) G(e)rbec
- Ludvik Germonik
- Ludvik (Nazarij) Glavina
- Ludvik Glazer Naudé
- Ludvik Gnus
- Ludvik Modest Golia
- Ludvik Grafenauer
- Ludvik Gyergyek
- Ludvik Golob
- Ludvik Grilc
- Ludvik Bernard Grbec
- Ludvik Gruden
- Ludvik Horvat, psiholog
- Ludvik Jank
- Ljudevit (Ludvik) Jenko
- Ludvik Jerkič
- Ljubo (Ludvik) Juvan
- Ludvik Kaluža
- Ludvik Karničar
- Ludvik Kastelic
- Ludvik Kejžar
- Ludvik Klakočer
- Ludvik Knez
- Matjaž Komel - Ludvik
- Ludvik "Luka" Koprivšek
- Ludvik Kovač
- Ludvik Kramberger
- Ludvik Kratochwill
- Ludvik Kremžar - Luce
- Ludvik Lesjak (Ansambel Ludvika Lesjaka)
- Lud(o)vik Leskovar
- Ludvik Lukežič, tiskar in gospodarstvenik
- Ludvik Mali (1919–2012), inženir rudarstva
- Ludvik Medvešek
- Ludvik Meglič
- Ludvik Mihelič
- Ludvik Mrzel, pisatelj, pesnik ...
- Ludvik Novak, evangeličanski senior
- Ludvik Novak, politik
- Ludvik Olas, geograf
- Lud(o)vik Osterc Berlan, literarni zgodovinar, hispanist, univ. profesor v Mehiki
- Ludvik Oblak
- Ludvik Palka
- Ludvik Pandur
- Ludovik Pečko
- Ludvik Pernišek, misijonar
- Ludvik Piranski (~1380), teolog, škof, sholastik
- Ludvik Pliberšek
- Ludvik Peršolja
- Ludvik Petelinšek
- Ludvik Počivavšek
- Ludvik Pogačnik
- Ludvik Poljanec
- Ludve Potokar
- Ludvik Puklavec
- Ludvik Puš
- Ludvik Ravnik
- Ludvik Ravnikar
- Ludvik Rozman
- Ludvik Rutar
- Ludvik Sagadin
- Ludvik Schara
- Janez Ludvik Schönleben
- Ludvik Schönleben
- Ludvik Simonič
- Ludvik Simončič
- Ludvik Slokar
- Ludvik Sluga
- Ludvik Smrekar
- Ludvik Sočič
- Ludvik Starič
- Ludvik Strobl
- Ludvik Šerjak
- Ludvik Šircelj
- Ludvik Šivic
- Ludvik Škoberne
- Ludvik Škof, igralec
- Ludvik Škufca
- Ludvik Špacapan
- Ludvik Špan, atlet
- Ludvik Šparhakl
- Ludvik Šraj, slikar
- Slavko (Ludvik) Šuklar
- Ludvik Tabor
- Ludvik Tomše
- Ludvik Tončič
- Ludvik Toplak
- Ludvik Tratnik
- Ludvik Trauner
- Ludvik Travnik
- Ludvik Üllen
- Ludvik Urekar
- Ludvik Vagaja
- Ludvik Vasič
- Ludvik/Ljudevit Vencajz
- Ludvik Vesel
- Ludvik Vidmar
- Ludvik Viternik
- Ludvik Vodopivec
- Ludvik Vrečič, slikar
- Ludvik Vrtačič
- Ludvik Zabret
- Ludvik Zadnik
- Ludvik Zajc
- Ludvik Zelko
- Ludvik Zepič
- Ludvik Zorzut
- Ludvik Zvonar
- Ludvik Žagar
- Ludvik Žalik
- Ludvik Žerjav
- Lud(o)vik Žitnik
- Ludvik Žižek
- Ludvik Žnidaršič
- Ludwig van Beethoven
- Ludvik IV. Wittelsbaški (Ludvik Bavarec/Bavarski)
- Ludvik XIV. Francoski
- Ludvik XVI. Francoski
- Ludvik II. Bavarski
- Ludvik I. Ogrski
- Ludvik (II.) Nemški
- Ludvik Kelheimer
- Ludvik II. Jagelo
- Ludvik XVII. Francoski
- Ludvik XV. Francoski
- Ludvik XIII. Francoski
- Ludvik Pobožni
- Ludvik Toulouški
- Ludvík Aust
- Ludvík Černý
- Ludvik (Ludwig) Gumplowicz
- Ludvík Kohl
- Ludvík Kuba
- Ludvík Kundera
- Ludvik Lábler
- Ludvika Smrčková
- Ludvík Středa
- Ludvík Svoboda
- Ludvík Vacátko
- Ludvík Vaculík

## Zanimivosti
- Ludvik je ime več svetnikov. Najbolj znan je Ludvik IX. Francoski, francoski kralj, ki je živel od leta 1226 do 1270. Udeležil se je šeste križarske vojne in umrl v sedmi pred Tunisom († 25. avgusta 1270).
- Ludvik je bilo pogosto ime evropskih vladrjev, posebno francoskih. Zelo slaven je bil Ludvik XIV. imenovan »sončni kralj«.
- Po Ludvikih se imenujejo tudi nekatera mesta: V Nemčiji Ludwigsburg in Ludwigshafen.
- Louisiana je država na jugu ZDA, bivša francoska kolonija, imenovana po Ludviku XIV.
- Louisdor je »francoski zlatnik«, ki ga je uvedel Ludvik XIII.